# 康區
康（藏語：ཁམས，威利转写：khams，藏语拼音：Kam），又譯康区或喀木，是源自藏族傳統文化中的一個地區，常與衛藏和安多地區並列。範圍大致相當於現今西藏自治區的昌都市、那曲市东部（聂荣、巴青、索县、比如、嘉黎五县）、林芝市东部（察隅、波密、墨脱三县），青海省的玉樹藏族自治州，四川省的甘孜藏族自治州和雲南省的迪慶藏族自治州。
安多与康区形成更大的地区，在吐蕃王朝时期称爲多康（藏語：མདོ་ཁམས，威利转写：mDo Khams），又譯朵甘斯、朵甘，意思是匯合的区域，又称多朵（Do-Toe）；在元朝称为朵甘思。
康區主要的居民稱康巴（藏語：ཁམས་པ，威利转写：khams pa），通用藏語康方言。

## 行政区划史
元朝设吐蕃等路宣慰使司都元帅府管轄這一地區，隶属于宣政院。明朝设朵甘行都司。
清朝征服青藏高原后，雍正帝对大藏区采取分而治之的策略，将康区分拆，以打箭炉（今康定）为界，西部归达赖喇嘛管辖，东部划归漢地。其中理塘、巴塘、察雅、昌都划归四川，由明正土司、德格土司、理塘土司、巴塘土司“康区四大土司”统治；中甸（今香格里拉市）划归云南。这一行政区划调整之后基本定型并沿用至今。
中華民國時期，國民政府在康區設立西康省，经过数次康藏边界纠纷后西康省金沙江以西被西藏噶廈政府实际控制。
中华人民共和国成立早期，曾設立西康省和昌都地区，后来皆撤销，西康省并入四川省；昌都地区并入西藏自治区，现为地级昌都市。

## 人口和民族

### 康巴人
康巴人內部有著众多不同文化和不同自称或他称的族群，如“木雅”、“布巴”、“鱼通”、“却域”、“扎巴”、“普米”、“纳木日”、“鲁汝”等等。四川藏族由于建国初期民族划分原因，把嘉绒族合并到藏族群体当中，所以形成了今天的四川藏族，实际上西藏的藏族与所谓的“四川藏族”这两个群体的差异还是非常明显。四川康巴藏族人与西藏卫藏地区的藏人在体质结构上具有明显不同。四川康巴藏族人的身材高大，鼻梁高长；西藏的藏族人特点是短头型、面孔宽、身材矮。

### 引用
1. ↑  . 甘孜新闻.   [2019-02-03]. （原始内容存档于2018-03-16）.